# لورينزو سيمونيلي (رياضي)
لورينزو نديلي سيمونيلي (من مواليد 1 يونيو 2002) لاعب ألعاب قوى في سباق حواجز إيطالي أصل تنزاني حصلت على الميدالية الذهبية  في سباق 110 متر حواجز ضمن بطولة أوروبا لألعاب القوى 2024 في روما، والميدالية الفضية في بطولة العالم لألعاب القوى داخل الصالات 2024 في غلاسكو في سباق 60 متر.